# 156 Ksantipa
156 Ksantipa (mednarodno ime 156 Xantippe) je asteroid tipa C v glavnem asteroidnem pasu. 

## Odkritje
Asteroid je odkril avstrijski astronom Johann Palisa (1848 – 1925) 22. novembra 1875 .
Poimenovan je po Ksantipi, Sokratovi ženi.

## Lastnosti
Asteroid Ksantipa obkroži Sonce v 4,52 letih. Njegova tirnica ima izsrednost 0,222, nagnjena pa je za 9,748° proti ekliptiki. Njegov premer je 120,99 km, okoli svoje osi se zavrti v 22,37 h .